# مريم آخديو
مريم آخديو (27 سبتمبر 1978) هي ممثلة مسرحية وسينمائية بلجيكية من أصول مغربية، من مواليد مدينة بروكسل، لأب مغربي وأم بلجيكية، درست في المعهد الملكي في بروكسل، بدأت حياتها بالتمثيل المسرحي، ثم تركت المسرح واتجهت نحو التمثيل السينمائي، حيث عملت مع عدد من المخرجين منه الأخوة جان بيير ولوك داردين، وفي عام 2011 ظهرت في فيلم طفل مع الدراجة، ووفي عام 2014 في فيلم يومين -ليلة واحدة. في عام 2017 رُشحت لجائزة أفضل ممثلة واعدة. ولديها إبنة اسمها سلمى.

## أعمالها
| سنة  | عنوان             | دور          | ملحوظات                                  |
| ---- | ----------------- | ------------ | ---------------------------------------- |
| 2011 | طفل مع الدراجة    | المساعدة     |                                          |
| 2011 | حدث سعيد          | الممرضة      |                                          |
| 2014 | يومين -ليلة واحدة | ميراي        |                                          |
| 2014 | الاتصال           | ميلي         |                                          |
| 2016 | الفتاة المجهولة   | زميلة ريجا   |                                          |
| 2017 | منفعة الشك        | كاثي         | رشحت - جائزة ماغريت لأفضل ممثلة واعدة    |
| 2019 | الشاب احمد        | إيناس        | جائزة ماجريت لأفضل ممثلة مساعدة          |
| 2021 | تيتان             | والدة أدريان | رشحت - جائزة Magritte لأفضل ممثلة مساعدة |

## روابط خارجية
- مريم آخديو على موقع IMDb (الإنجليزية)
- مريم آخديو على موقع ميتاكريتيك (الإنجليزية)
- مريم آخديو على موقع روتن توميتوز (الإنجليزية)
- مريم آخديو على موقع قاعدة بيانات الأفلام العربية
- مريم آخديو على موقع ألو سيني (الفرنسية)
- مريم آخديو على موقع أول موفي (الإنجليزية)
- مريم آخديو على موقع قاعدة بيانات الفيلم (الإنجليزية)
- مريم آخديو على موقع ليتربوكسد (الإنجليزية)
- مريم آخديو على موقع كينوبويسك (الروسية)